# کونده-سور-نوارو
کونده-سور-نوارو (به فرانسوی: Condé-sur-Noireau) یک کمون در فرانسه است که در canton of Condé-sur-Noireau واقع شده‌است.

## خصوصیات
کونده-سور-نوارو ۱۲٫۵۳ کیلومترمربع مساحت و ۵٬۶۱۱ نفر جمعیت دارد و ۸۴ متر بالاتر از سطح دریا واقع شده‌است.

## خواهرخوانده
شهرهای راس-آن-وای و Poggio Rusco خواهرخوانده‌های کونده-سور-نوارو هستند.